# HOW! ワンダフル
「HOW! ワンダフル」（はう! わんだふる）は、アイドル歌手・倉田まり子のサード・シングルである。1979年8月21日（火曜日）発売。発売元はキングレコード（レコード番号:GK-338）。

## 解説
- 江崎グリコ「ポッキー」のコマーシャルソングに採用された。
- 同曲はオリコンチャートにおいて週間最高では52位、7.4万枚のセールスを記録、倉田自身最大のヒット曲となる[1]。
- 1979年末に放映された「第21回日本レコード大賞」では新人賞を獲得。ほか、第10回日本歌謡大賞・放送音楽新人賞、第9回FNS歌謡祭・最優秀新人賞など、桑江知子（「私のハートはストップモーション」、作曲は同じ都倉俊一）らと共に、同年の音楽新人賞を総なめにした。

## 収録曲
1. HOW! ワンダフル
2. 翼のない鳥
  - 両楽曲共、作詞: 山上路夫、作曲・編曲: 都倉俊一